# Liberum veto
„Liberum veto“ е политически принцип в Жечпосполита, според който всеки отделен представител на Сейма може да се противопостави на решенията на мнозинството. След като правото на liberum veto бъде упражнено, съответният Сейм се разпуска, а всички взети от него решения биват анулирани. Въвеждането му е свързано с принципа за пълно единомислие, прилаган в полските сеймове. Превръща се в един от основните инструменти за ограничаване на кралската власт и в гаранция за правата на Шляхтата.
За първи път Сеймът е разпуснат през 1669 година. Честото прилагане liberum veto парализира работата на Сейма. При управлението на Август III Саксонски (1733 – 1763) само един сейм завършва с приемане на нов закон. Често правото на liberum veto се упражнява от подставени лица в интерес на едрата аристокрация или дори на чужди държави (Русия, Прусия, Франция). Правото на liberum veto е отменено с Конституцията от 3 май 1791 година. 